# American Hot'lidays
Pour plus de détails, voir Fiche technique et Distribution.
American Hot'lidays (Mardi Gras: Spring Break) est un film américain réalisé par Phil Dornfeld, sorti directement en vidéo en 2011.

## Synopsis
Trois amis partent pour une semaine à La Nouvelle-Orléans afin de participer à Mardi Gras.

## Fiche technique
- Réalisation : Phil Dornfeld
- Scénario : Josh Heald
- Photographie : Thomas E. Ackerman

## Distribution
- Nicholas D'Agosto : Mike Morgan
- Josh Gad : Bump (Bartholomew T. Brown)
- Bret Harrison : Scottie Smith
- Arielle Kebbel : Lucy Mills
- Danneel Harris : Erica
- Carmen Electra : elle-même
- Regina Hall (VF : Ethel Houbiers) : Ann Marie
- Charles Shaughnessy : le réceptionniste Barry

- Version française réalisée par :
  - Société de doublage : Dubbing Brothers
  - Direction artistique :
  - Adaptation des dialogues : Jérôme Dalotel